# Кузман Караджов
Кузман Иванов Караджов е български общественик.

## Биография
Роден е през 1897 година в село Загоричани, Костурско, тогава в Османската империя. В 1916 година завършва Американския колеж в Самоков, а през 1917 година - Школа за запасни офицери в Одрин. Участва в Първата световна война. В периода 1920 – 1925 година е чиновник в Софийското градско общинско управление. Уволнен е след атентата в църквата „Света Неделя“ в през април 1925 година. От 1926 до 1944 година е служител в събирателно дружество „Узиел и Цонцоров“ за внос на швейцарски машини. През 1945 – 1973 година е подпредседател на дружество „Гоце Делчев“ и секретар на Съюза на македонските културно-просветни дружества. Участва в делегацията на Македонската емиграция в България при пренасянето на костите на Гоце Делчев в Скопие.
Умира през 1975 година в София.
Личният му архив се съхранява във фонд 770К в Централен държавен архив. Той се състои от 239 архивни единици от периода 1884 – 1975 г.